# 滲碳

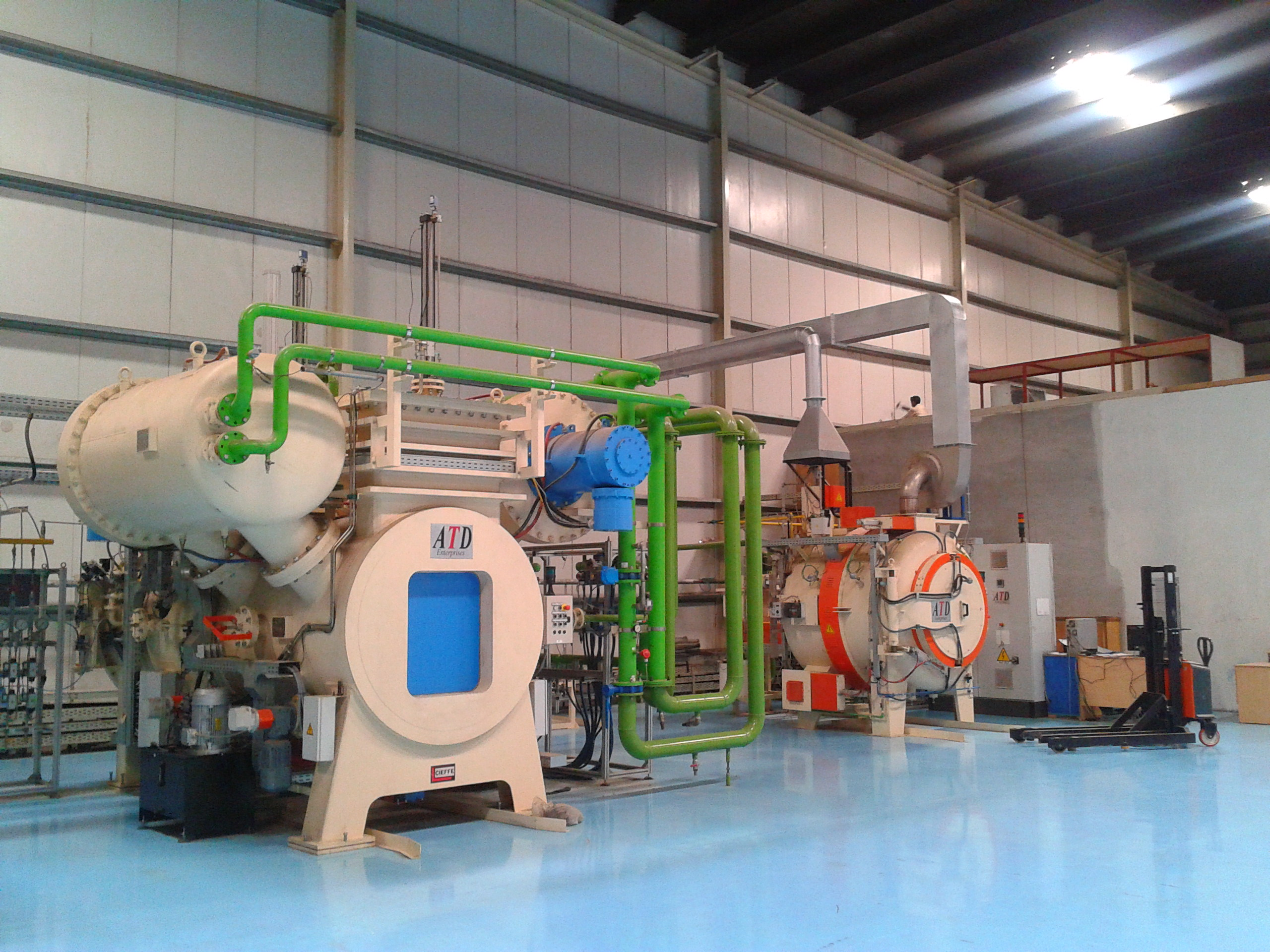
現代的滲碳爐

滲碳（Carburizing、carburising、carburization）是铁和钢的热处理方式，讓铁或钢在富含碳的材料中（例如木炭或一氧化碳中）加熱，使碳吸收到金屬中。滲碳的目的是使金屬表面更硬，依照滲碳溫度及時間的不同，其影響的區域含碳量也會不同。滲碳時間越長，溫度越高，會使得碳滲透的深度變深。當铁和钢在淬火快速冷卻時，外層高含碳量的部位會由奥氏体變質為马氏体，因此表面會變硬，而其內部仍維持較軟且較堅韌的肥粒鐵或（及）波來鐵微結構。
滲碳製程的特點有以下幾點：應用在低含碳的工件上，工件會和高含碳的氣體、液體或固體接觸，之後會產生硬的工件表面，而工件內部仍維持韌性及延展性，其表硬化的深度可以到0.25英寸（6.4）。有時滲碳製程可以補救在之前加工時不希望出現的脫碳情形。

## 方法
鋼的滲碳是指在有高含碳物質的條件下，對金屬表面進行熱處理，滲碳可以增加低碳鋼的表面硬度。
早期的滲碳會直接用木炭包裹在要處理的工件上（當時用此方式進行表硬化），而現代的技術使用含碳的氣體或是電漿（例如二氧化碳或甲烷），滲碳主要和爐內氣體的組成以及爐內溫度有關，因為熱也會影響工件其他部份的微組織，因此需要小心控制。若是需要精密的控制氣體組成，可以在很低壓下，甚至是真空中進行滲碳。
電漿滲碳的應用已越來越多，可以改善許多金屬的工件表面特性（例如抗磨損、抗腐蚀能力、硬度、荷載能力，以及一些和品質相關的參數），最典型的是應用在不鏽鋼上。相較於氣體滲碳或固體滲碳，此製程對環境很友善。因為電漿可以穿透孔洞以及很小的縫隙，因此也可以用來處理複雜幾何形狀的工件，因此在零件的處理上有很大的彈性。
滲碳製程作用的原理是靠碳原子擴散到金屬的表層內，金屬的結構是由金屬原子組成的晶体结构，碳原子可以擴散到金屬結構中，可能溶解在金屬晶體內，形成固溶體（多半是發生在低溫），或是和金屬反應，形成金屬碳化物（多半是發生在高溫）。若碳原子是在固溶體中，之後可以將金屬加熱，以硬化金屬。這兩種機制都可以強化金屬的表面，前者會形成波來鐵或是麻田散鐵，後者會形成碳化物，這些都是堅硬耐蝕的材料。
氣體滲碳一般會在900至950 °C之間進行。
在氧炔焊中，碳化熖是氧氣含量較少的火熖，會產生有煤煙的低溫熖。碳化熖常用在金屬的退火上，使其在焊接時有展性，及可撓性。
在工件滲碳時的主要目的是讓工件表面和含碳物質設法有最大面積的接觸，在氣體滲碳及液體滲碳中，工件會放在網架上或是用線吊著。若是和固態碳的包裹滲碳，工件和木炭會放在容器中，並且維持最大面積的接觸。包裹滲碳（pack carburizing）的容器一般會用碳鋼製成，並且鍍鋁，或是其他耐熱的鎳鉻合金，並且用耐火粘土封住所有的開口。

## 滲碳材料
有許多富含碳，可以用在滲碳上的材料。典型的有一氧化碳（CO）、氰化钠、碳酸钡或是硬質炭。若是氣態滲碳，會用丙烷或天然气來提供一氧化碳。若是液態滲碳，一氧化碳會從由氰化钠和氯化鋇（BaCl2）組成的熔鹽中產生。若是包裹滲碳，會由硬質炭提供一氧化碳。

## 工件的幾何要求
有許多工件都可以滲碳，意思是在幾何外形上幾乎沒有限制。不過若有非勻質的工件，或是非對稱截面的工件，需要詳細的設計及估算，不同的截面可能會有不同的冷卻速率，造成材料過多的應力，使材料破裂。

## 尺寸變化
在本質上不太可能有工件在滲碳的尺寸完全沒有變化。變化的量視工件材料、滲碳的方式、工件的原始尺寸及形狀而定。相較於其他熱處理，滲碳的尺寸變化不大。
| 工件性質 | 滲碳的效果                                           |
| -------- | ---------------------------------------------------- |
| 機械     | - 增加表面硬度 - 增加抗磨性 - 增加疲勞強度及抗張強度 |
| 物理     | - 可能會有晶粒的成長 - 可能會有尺寸的變化            |
| 化學     | - 增加表面的含碳量                                   |

## 工件材質
一般而言會滲碳的材料是初始含碳量在0.2%至0.3%的低碳鋼或合金鋼。工件表面需要清除油污、氧化物或是鹼性溶液的污染物，這些污染物會讓碳無法滲入到工件的表面

## 不同滲碳方法的比較
一般而言，包裹滲碳設備可以比液態滲碳或氣態滲碳要處理更大型的工件，但液態滲碳、氣態滲碳的速度更快，可以進行機械化的材料處理。滲碳相較於滲碳氮化的優點是影響的深度可以比較深（可以到0.3吋甚至更大）、扭曲量較小、衝擊強度較大。因此適用於高強度及需耐磨損的應用（例如剪刀或是劍）。其缺點是費用、加工溫度較高、以及加工時間較長等。

## 設備選擇
一般來說，氣體滲碳用在較大的工件上。液體滲碳用在小型或是中型的的工件。包裹滲碳可以用在大工件，或是將小工件批量集中處理。真空滲碳（低壓滲碳或是天然氣滲碳）配合油淬火或高壓氣體淬火（HPGQ）結合使用，可以用在許多不同的工件，依工件中的合金元素而定。

## 延伸閱讀
- Geoffrey Parrish, Carburizing: Microstructures and Properties. ASM International. 1999. pg 11

## 外部連結
- . United States Department of Defense. 7 Jun 1971  [2020-02-12]. （原始内容 (PDF)存档于2019-08-29）.